# 辯正
辯正（日语：／ Bensei；？—？），日本奈良時代僧人。他是秦牛萬侶之子，他也是秦朝元，秦朝慶父親。

## 生涯
他年少時出家，深通玄學。
大寶2年（702年），他以留学僧身分成為遣唐使出使中國。
因善下圍棋，受當時尚是皇子的李隆基的賞識，後還俗與一唐人女性結婚，生下秦朝元，秦朝慶兩兒，兒子朝元回國後作遣唐使出使中國，他與朝慶則死在中國。
懷風藻中有辯正的漢詩作品，故宮博物館收藏的明皇會棋圖就是李隆基和辯正對局的場面。